# Identificador de processo
Em computação, o identificador de processo (do inglês, process identifier (PID) ou process ID) é um número usado pela maioria dos núcleos de sistemas operacionais - como os do Unix, macOS e Microsoft Windows - para identificar unicamente um processo ativo. Este número pode ser usado como um parâmetro em várias chamadas de função, permitindo que processos sejam manipulados, como ajuste de prioridade de processo ou eliminá-lo completamente.

## Derivados do Unix
Em sistemas operacionais do tipo Unix, novos processos são criados pela chamada de sistema fork(). O PID é devolvido ao processo pai, permitindo que ele se refira ao processo filho em outras chamadas de função. O pai pode, por exemplo, esperar que o filho termine com a função waitpid() ou finalize o processo com kill().